# Asano Nagamasa
Asano Nagamasa est un nom japonais traditionnel ; le nom de famille (ou le nom d'école), Asano, précède donc le prénom (ou le nom d'artiste).
Asano Nagamasa (浅野 長政, 1546 à Kitano, district de Kasugai (ja), province d'Owari-29 mai 1611 au Makabe Jin'ya) est le beau-frère de Toyotomi Hideyoshi et l'un de ses conseillers en chef. Il combat pour Hideyoshi dans de nombreuses campagnes durant l'époque Sengoku au XVIe siècle.

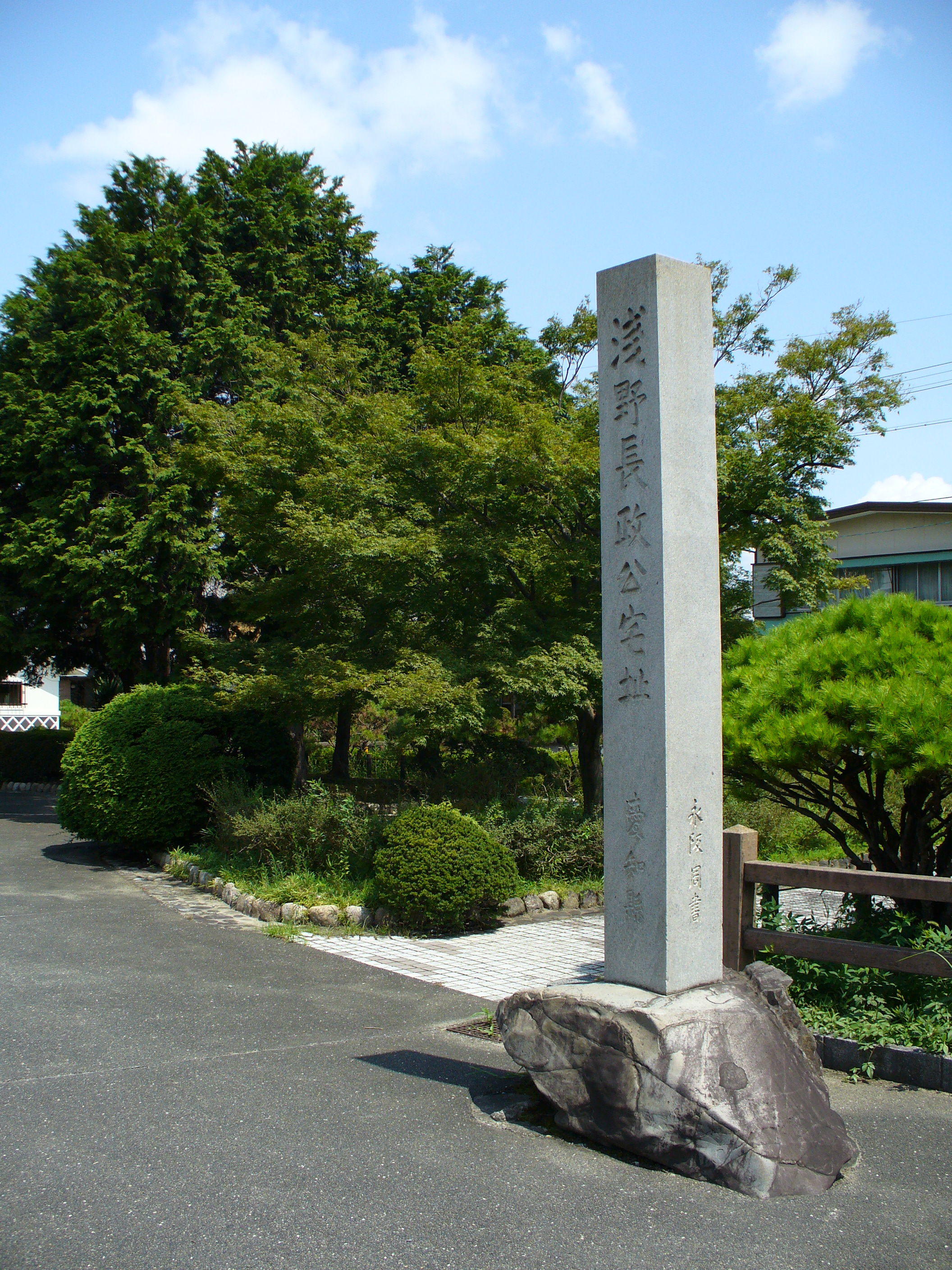
Ancien emplacement de la.

Asano accompagne Hideyoshi dans sa campagne contre le clan Mōri, et combat durant l'invasion de la Corée. Il combat également pour Hideyoshi contre le clan Go-Hōjō en 1590 et capture les châteaux d'Iwatsuki et d'Edo.
Asano est également nommé par Hideyoshi dans une commission de cinq conseillers (go-bugyō) avec Ishida Mitsunari, Maeda Gen'i, Mashita Nagamori et Natsuka Masaie. Asano est le doyen de ce conseil qui est chargé de gouverner la capitale Kyoto et les terres du Kinai. Proche conseiller de Hideyoshi, Asano conçoit un cadastre et d'autres mesures qui sont promulguées durant son règne.
En 1598, les invasions de Hideyoshi sont presque terminées et Asano est envoyé en Corée avec Ishida Mitsunari pour arranger le retrait japonais. Asano est assuré par les généraux que l'issue de la guerre est encourageante et que la victoire est proche. Ishida n'est cependant pas d'accord et soutient le retrait de la Corée. De retour au Japon, tous les daimyos du pays participent à un débat et le désaccord grandit contre le gouvernement. Le go-bugyō est dissous peu après, ayant déjà été remplacé par le conseil des cinq Anciens (go-tairō) par Hideyoshi avant sa mort.
Son fils Asano Yoshinaga lui succède.